# Boviolles
Boviolles est une commune française située dans le département de la Meuse, en région Grand Est.

## Géographie

### Localisation
La commune de Boviolles est située en pays Barrois, entre Ligny-en-Barrois (8,3 km) et Gondrecourt-le-Château (16,3 km), et dépend du canton de Void-Vacon (15,4 km). Le village est implanté dans une vallée boisée où coule le cours d'eau « La Barboure », affluent de la rivière « L'Ornain ».

### Communes limitrophes
| Chanteraine            | Chanteraine | Saulvaux            |
| Naix-aux-Forges        | Boviolles   | Marson-sur-Barboure |
| Saint-Amand-sur-Ornain |             | Tréveray            |

### Hydrographie
La commune est dans la région hydrographique « la Seine de sa source au confluent de l'Oise (exclu) » au sein du bassin Seine-Normandie. Elle est drainée par le canal de la Marne au Rhin, l'Ornain, la Barboure et le cours d'eau 01 de la Lochère,.
Le canal de la Marne au Rhin, long de 293 km et 178 écluses à l'origine, relie la Marne (à Vitry-le-François) au Rhin (à Strasbourg). Par le canal latéral de la Marne, il est connecté au réseau navigable de la Seine vers l'Île-de-France et la Normandie. 
L'Ornain, d'une longueur de 116 km, prend sa source dans la commune de Grand et se jette  dans la Saulx à Étrepy, après avoir traversé 36 communes. 
La Barboure, d'une longueur de 14 km, prend sa source dans la commune de Naives-en-Blois et se jette  dans l'Ornain à Naix-aux-Forges, après avoir traversé six communes. 

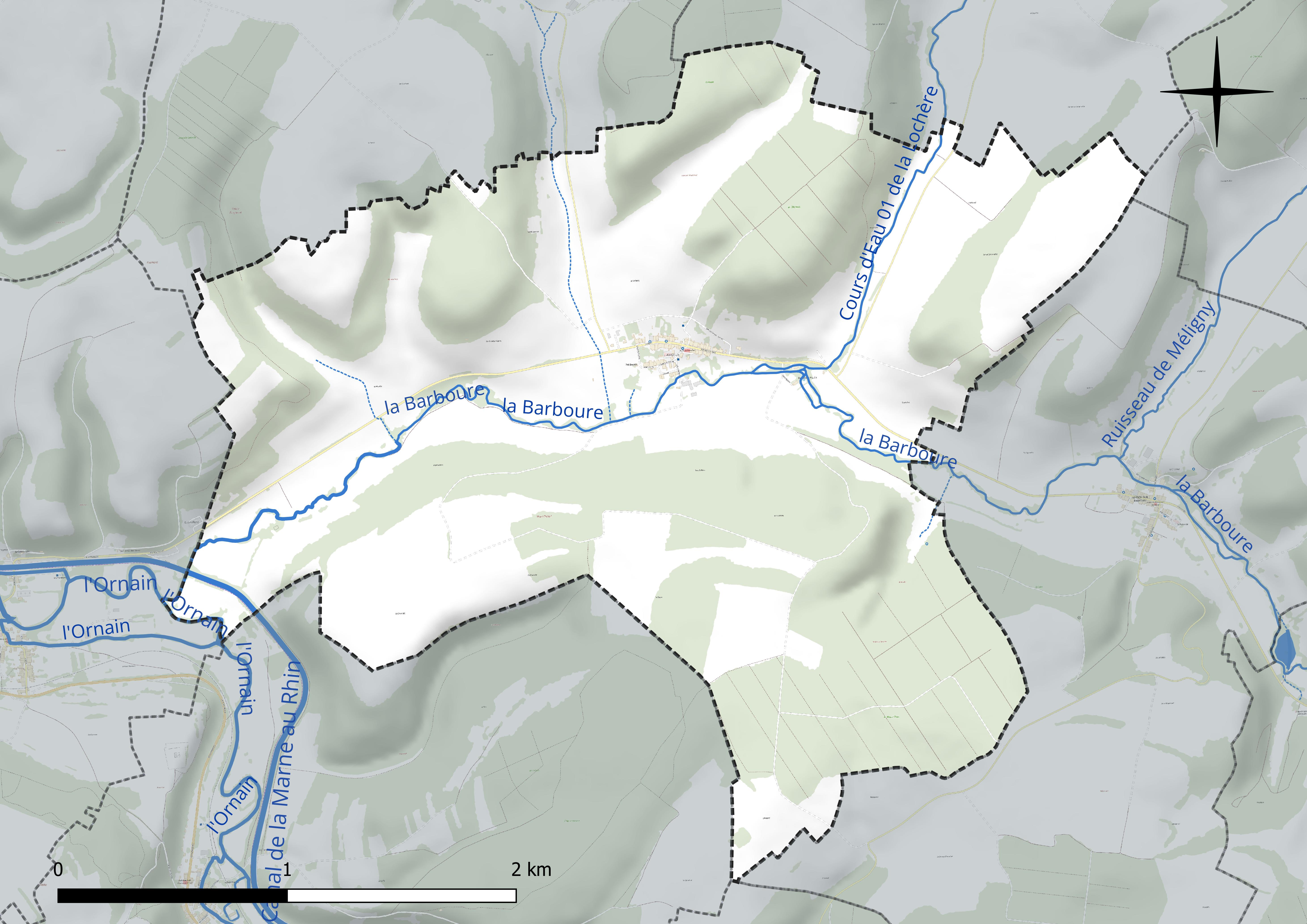
Réseau hydrographique de Boviolles.

### Climat
Pour des articles plus généraux, voir Climat du Grand Est et Climat de la Meuse.
En 2010, le climat de la commune est de type climat de montagne, selon une étude du Centre national de la recherche scientifique s'appuyant sur une série de données couvrant la période 1971-2000. En 2020, Météo-France publie une typologie des climats de la France métropolitaine dans laquelle la commune est exposée à un climat océanique altéré et est dans la région climatique  Lorraine, plateau de Langres, Morvan, caractérisée par un hiver rude (1,5 °C), des vents modérés et des brouillards fréquents en automne et hiver. 
Pour la période 1971-2000, la température annuelle moyenne est de 9,9 °C, avec une amplitude thermique annuelle de 16,4 °C. Le cumul annuel moyen de précipitations est de 1 055 mm, avec 14,2 jours de précipitations en janvier et 9,7 jours en juillet. Pour la période 1991-2020, la température moyenne annuelle observée sur la station météorologique de Météo-France la plus proche, « Erneville aux Bois_sapc », sur la commune d'Erneville-aux-Bois à 11 km à vol d'oiseau, est de 9,9 °C et le cumul annuel moyen de précipitations est de 1 021,5 mm. 
La température maximale relevée sur cette station est de 39,4 °C, atteinte le 25 juillet 2019 ; la température minimale est de −24,2 °C, atteinte le 18 février 1956,,. 
Les paramètres climatiques de la commune ont été estimés pour le milieu du siècle (2041-2070) selon différents scénarios d'émission de gaz à effet de serre à partir des nouvelles projections climatiques de référence DRIAS-2020. Ils sont consultables sur un site dédié publié par Météo-France en novembre 2022.

## Urbanisme

### Typologie
Au 1er janvier 2024, Boviolles est catégorisée commune rurale à habitat dispersé, selon la nouvelle grille communale de densité à sept niveaux définie par l'Insee en 2022.
Elle est située hors unité urbaine. Par ailleurs la commune fait partie de l'aire d'attraction de Bar-le-Duc, dont elle est une commune de la couronne,. Cette aire, qui regroupe 86 communes, est catégorisée dans les aires de 50 000 à moins de 200 000 habitants,.

### Occupation des sols
L'occupation des sols de la commune, telle qu'elle ressort de la base de données européenne d’occupation biophysique des sols Corine Land Cover (CLC), est marquée par l'importance des territoires agricoles (53,8 % en 2018), en augmentation par rapport à 1990 (49,1 %). La répartition détaillée en 2018 est la suivante : 
forêts (46,2 %), terres arables (39,3 %), zones agricoles hétérogènes (8,1 %), prairies (6,4 %). L'évolution de l’occupation des sols de la commune et de ses infrastructures peut être observée sur les différentes représentations cartographiques du territoire : la carte de Cassini (XVIIIe siècle), la carte d'état-major (1820-1866) et les cartes ou photos aériennes de l'IGN pour la période actuelle (1950 à aujourd'hui).

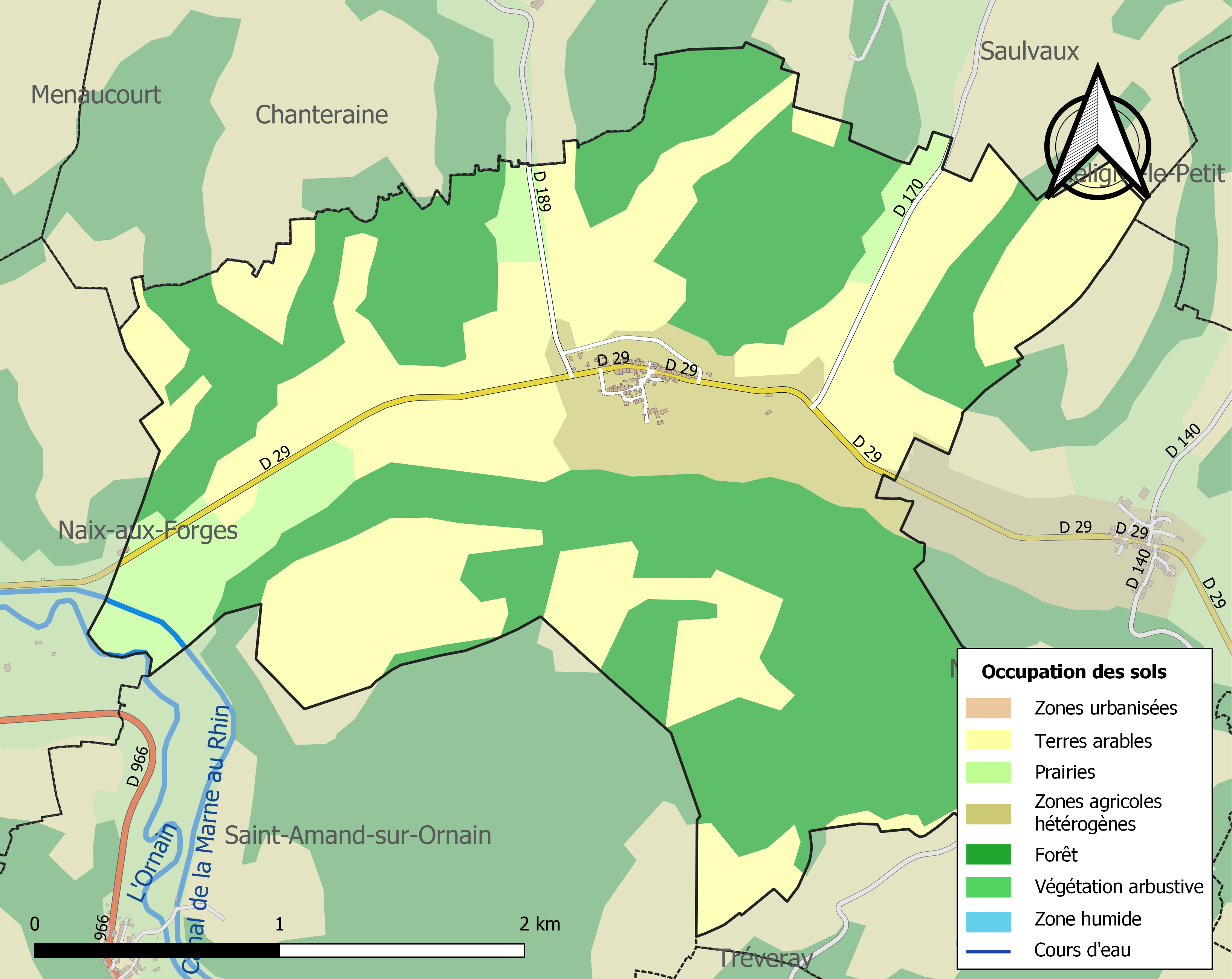
Carte des infrastructures et de l'occupation des sols de la commune en 2018 (CLC).

## Toponymie
Le nom de la localité est attesté sous les formes Boviola, Boviolta (1135) ; Domus Boviolis (1402) ; Bovieulles (1495-96) ; Bouviolles (1579) ; Bouviol (1700) ; Boviole, Boviolum (1711).

Boviolles qui se disait alors Joviolles ou villa Jovis, (ville de Jupiter), était un faubourg de Nasium. En souvenir de l'immolation de nombreux bovins à Jupiter, ce quartier prit sous l'influence chrétienne, le nom de Boviolum ou pays où les bœufs étaient abattus, tant à l'honneur de Jupiter que pour assurer  le ravitaillement de la grande ville leuquoise.

## Histoire

### Oppidum de Boviolles

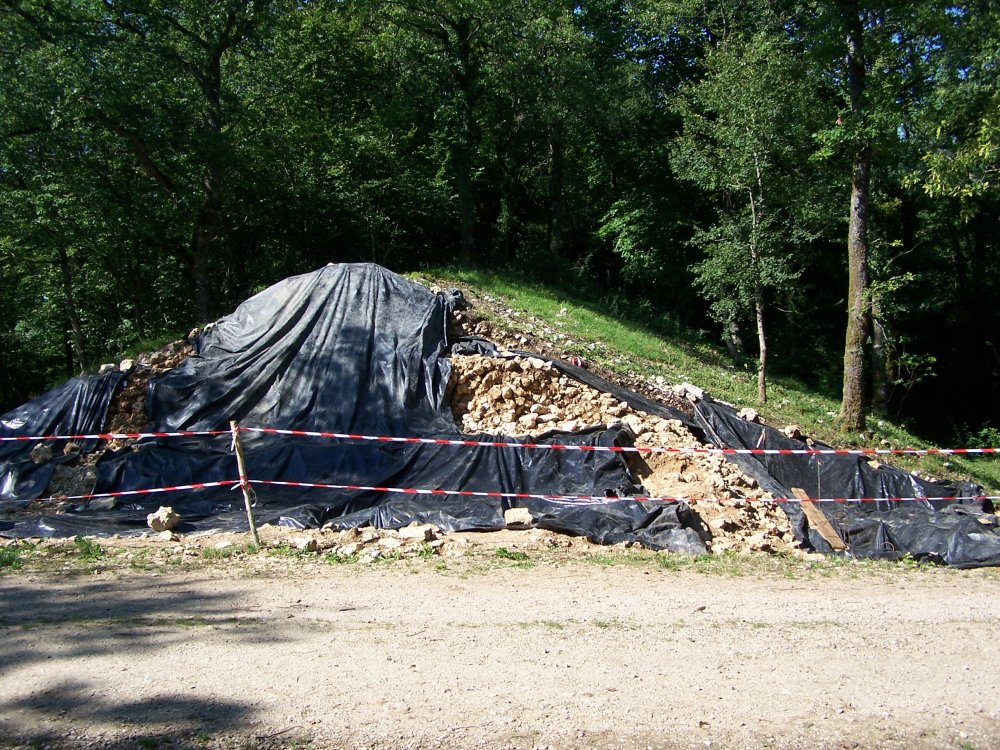
Le murus gallicus qui barre le plateau, en cours de fouille.

L'oppidum de Boviolles est situé sur un vaste éperon dominant l'agglomération actuelle.
D'une superficie d'environ 50 ha, il est barré par un imposant rempart de type murus gallicus dont on peut toujours voir les vestiges. L'occupation la plus importante se situe au Ier siècle av. J.-C. : c'était sans doute une véritable ville, avec ses rues, ses maisons, ses commerces et ses quartiers d'artisans, qui s'élevait alors.
Les habitants entretenaient des relations commerciales continues avec leurs voisins et avec l'Italie romaine : de nombreuses amphores à vin, des céramiques d'Étrurie et de Campanie ont notamment été découvertes, ainsi que des monnaies en provenance d'une grande partie de la Gaule.

### Antiquité

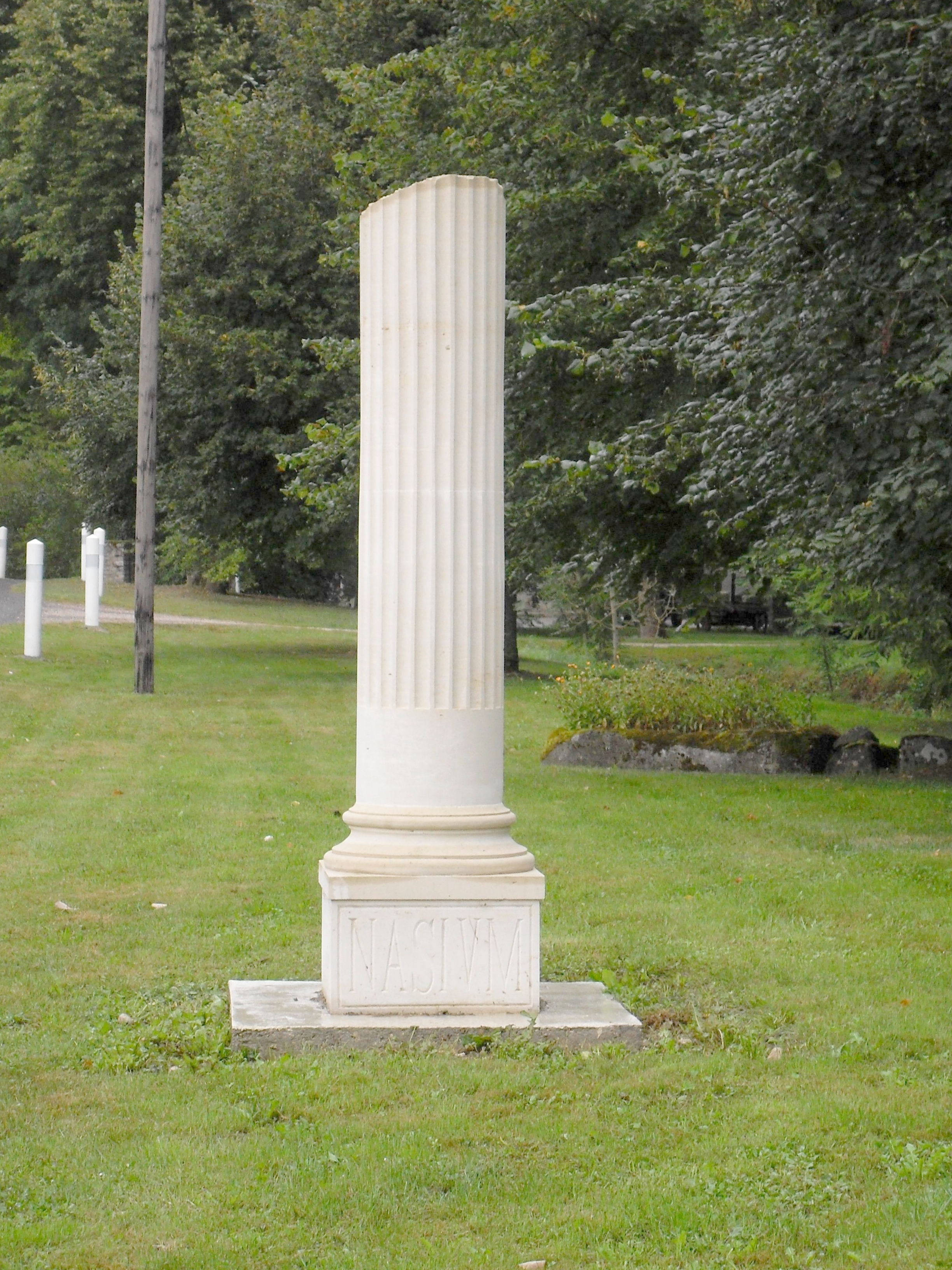
Colonne « NASIVM » à Boviolles.

À partir de La Guerre des Gaules (milieu du Ier siècle av. J.-C.), des garnisons romaines s'installent probablement dans la ville, et cohabitent avec la population indigène.
Ses habitants possédaient également un lieu de culte dans la vallée (le temple de Mazeroie, commune de Naix-aux-Forges). À la fin du Ier siècle av. J.-C. (début de l'époque romaine), ils abandonnent l'oppidum et fondent la ville de Nasium qui se développera autour du sanctuaire.

## Politique et administration
| Période                                  | Période   | Identité                                          | Étiquette | Qualité                             |
| ---------------------------------------- | --------- | ------------------------------------------------- | --------- | ----------------------------------- |
| Les données manquantes sont à compléter. |           |                                                   |           |                                     |
| mars 1977                                | juin 1995 | Henri Malingrey                                   |           |                                     |
| juin 1995                                | mars 2001 | Youcef Hamami                                     | PS        |                                     |
| mars 2001                                | mars 2014 | Arnaud Mercier                                    |           |                                     |
| mars 2014                                | En cours  | Jean-Pierre Ligier Réélu pour le mandat 2020-2026 |           | Officier de gendarmerie en retraite |

En 2001, entre les deux tours des élections municipales, l'épouse du maire sortant, Youcef Hamami (PS), est victime d'un incident à caractère raciste de la part d'opposants politiques, à la suite de quoi il décide de se retirer, alors qu'il venait d'être réélu au conseil municipal dès le premier tour,.

## Population et société

### Démographie
L'évolution du nombre d'habitants est connue à travers les recensements de la population effectués dans la commune depuis 1793. Pour les communes de moins de 10 000 habitants, une enquête de recensement portant sur toute la population est réalisée tous les cinq ans, les populations de référence des années intermédiaires étant quant à elles estimées par interpolation ou extrapolation. Pour la commune, le premier recensement exhaustif entrant dans le cadre du nouveau dispositif a été réalisé en 2004.

En 2022, la commune comptait 97 habitants, en évolution de +2,11 % par rapport à 2016 (Meuse : −4,4 %, France hors Mayotte : +2,11 %).
| 1793 | 1800 | 1806 | 1821 | 1831 | 1836 | 1841 | 1846 | 1851 |
| ---- | ---- | ---- | ---- | ---- | ---- | ---- | ---- | ---- |
| 348  | 353  | 356  | 355  | 356  | 347  | 334  | 341  | 320  |

| 1856 | 1861 | 1866 | 1872 | 1876 | 1881 | 1886 | 1891 | 1896 |
| ---- | ---- | ---- | ---- | ---- | ---- | ---- | ---- | ---- |
| 309  | 307  | 283  | 243  | 259  | 240  | 238  | 222  | 196  |

| 1901 | 1906 | 1911 | 1921 | 1926 | 1931 | 1936 | 1946 | 1954 |
| ---- | ---- | ---- | ---- | ---- | ---- | ---- | ---- | ---- |
| 190  | 185  | 176  | 164  | 148  | 134  | 142  | 122  | 132  |

| 1962 | 1968 | 1975 | 1982 | 1990 | 1999 | 2004 | 2006 | 2009 |
| ---- | ---- | ---- | ---- | ---- | ---- | ---- | ---- | ---- |
| 119  | 115  | 96   | 79   | 92   | 91   | 90   | 95   | 105  |

| 2014 | 2019 | 2022 | - | - | - | - | - | - |
| ---- | ---- | ---- | - | - | - | - | - | - |
| 99   | 100  | 97   | - | - | - | - | - | - |

## Culture locale et patrimoine

### Lieux et monuments

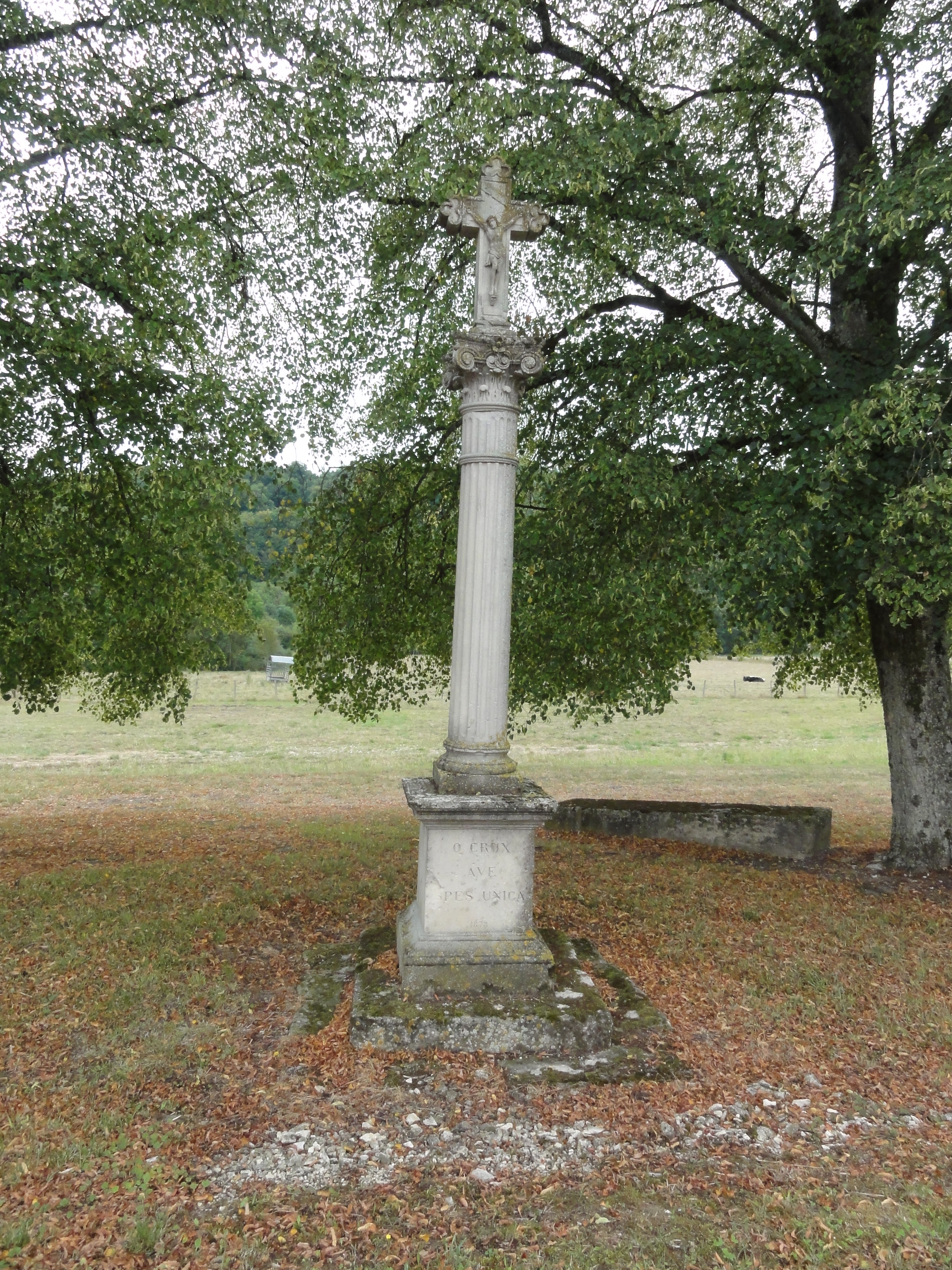
Calvaire entrée Ouest du village

- Calvaire entrée Ouest du villageÉglise de la Nativité-de-la-Sainte-Vierge, fortifiée: nef 1445, tour et clocher 1845. Deux esquisses de l'Eglise avant 1845 ont été retrouvées aux Archives départementales de Meurthe et Moselle. Elles représentent l'Eglise au couchant (Façade Ouest) et l'Eglise vue du Sud.
- Le site archéologique au lieu-dit Le Mont Chatel est Inscrit au titre des monuments historiques depuis 1994[27].
- Presbytère.
- Monument aux morts.
- Au cimetière, la tombe de Nicolas Bertin, mort pour la France.
- Croix de chemin sculptées.
- Lavoir, fontaines et pompe incendie dans la salle du Pressoir.
- Maisons anciennes XVIIIe et XIXe siècle.
- Ancien moulin (Situé sur la Barboure) à 0,5 km à l'est du bourg. Le village en comptait trois au siècle dernier. Celui subsistant aujourd'hui, un autre construit en contrebas du village près du pont de la Barboure et un autre en limite Ouest du finage communal (Ruines encore visibles) lieu-dit « Le Temple ».

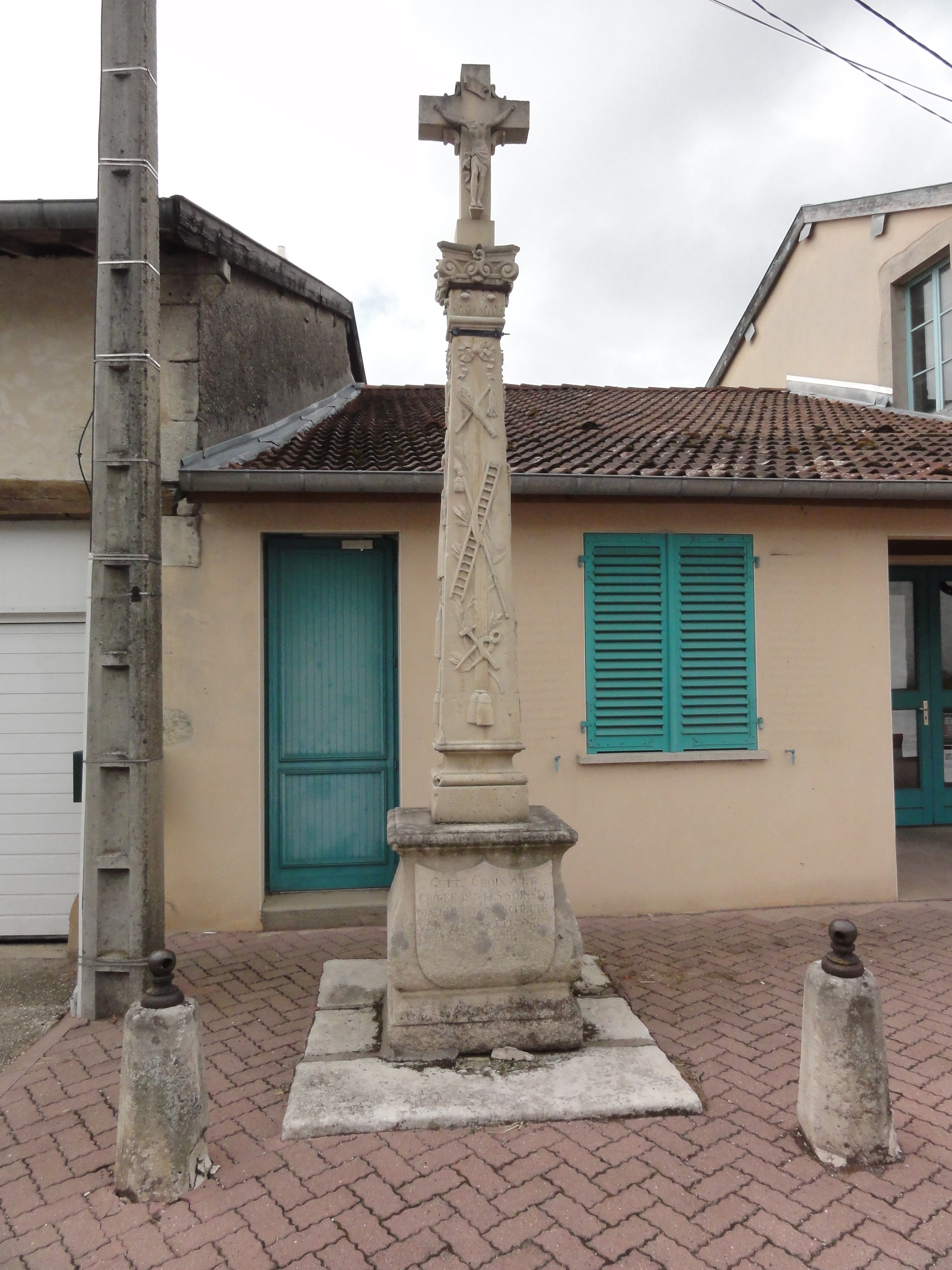
Calvaire au centre du village

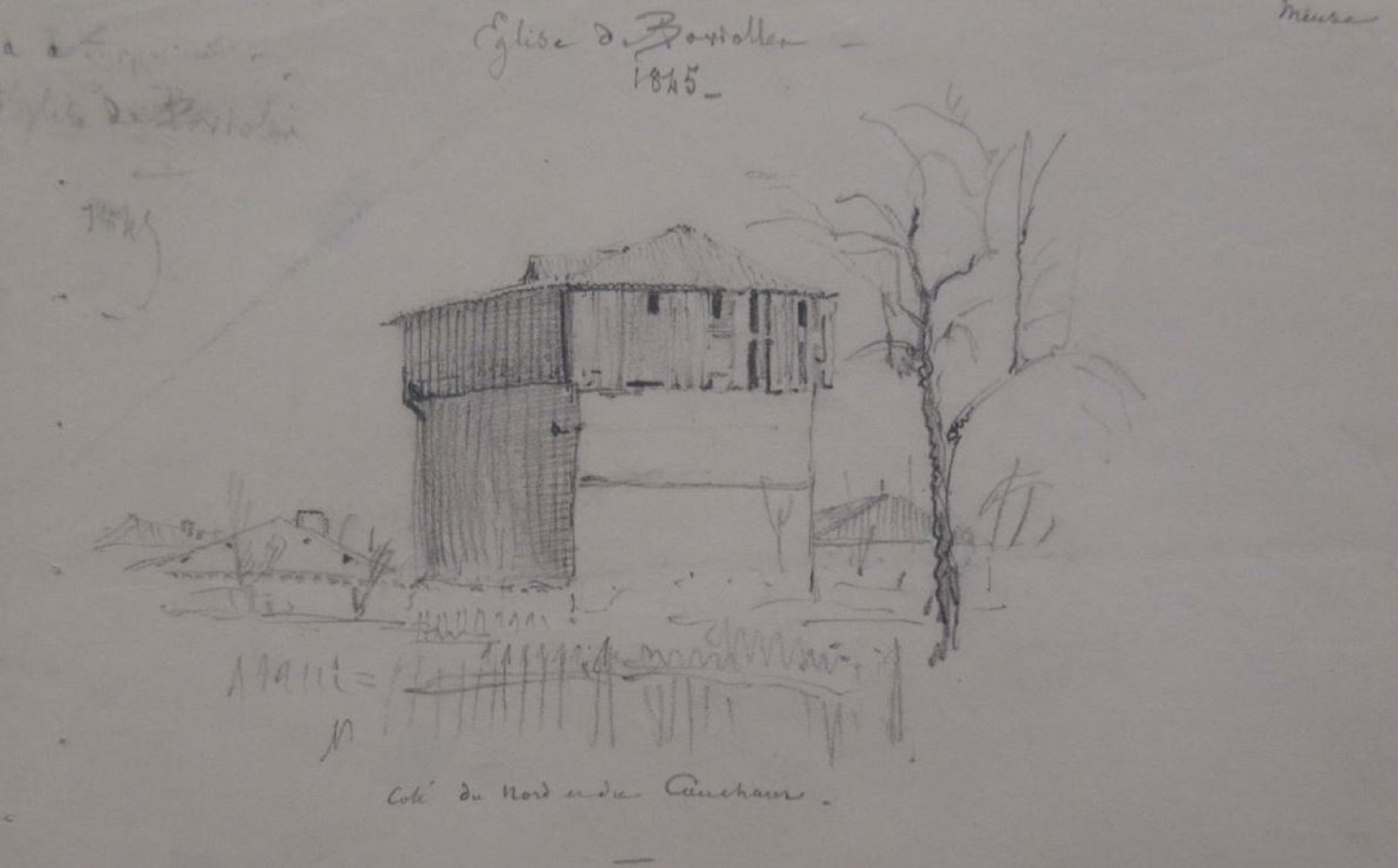
Esquisse de l'Eglise de la Nativité de Sainte-Anne avant 1845 -Façade Ouest
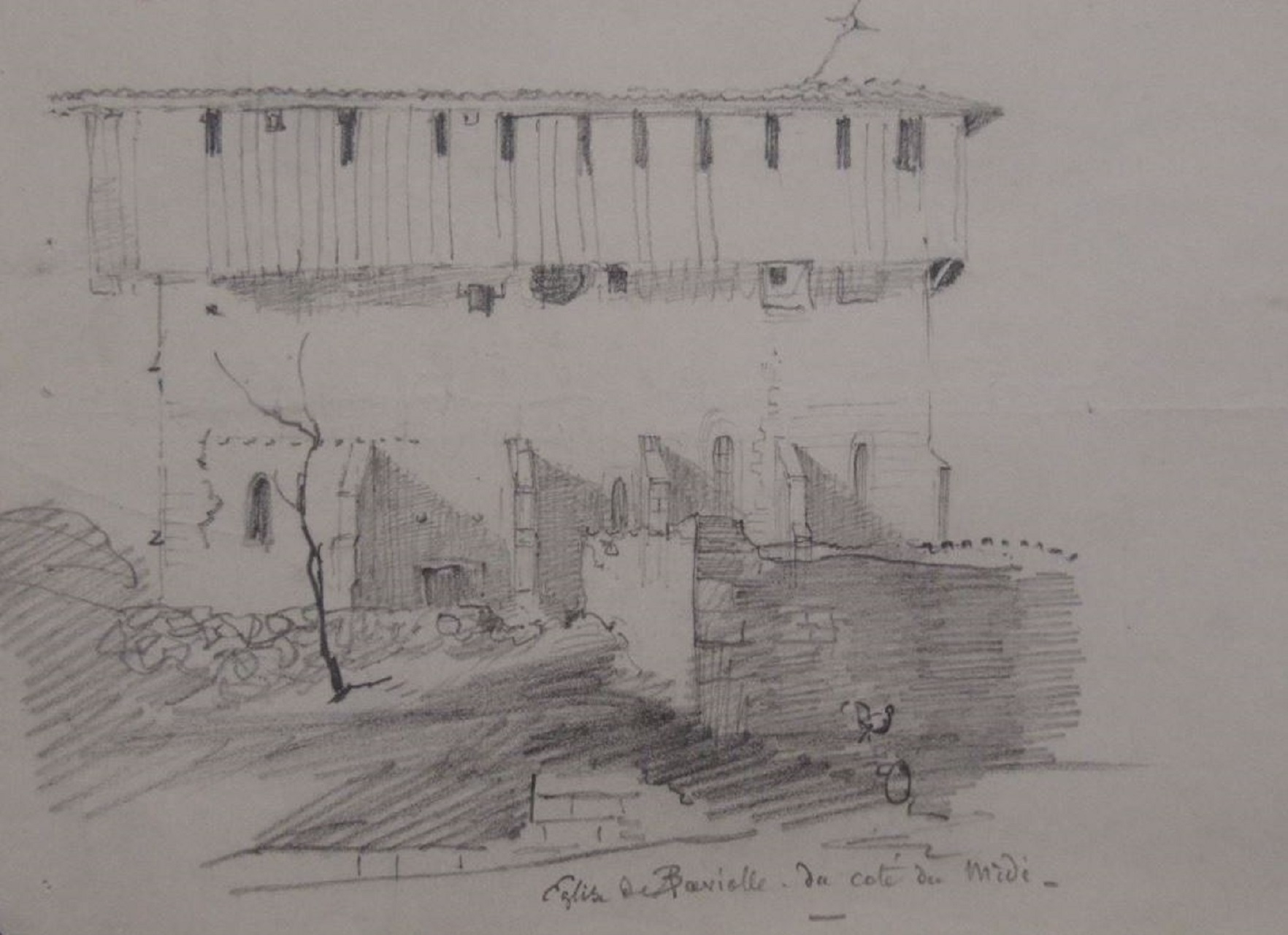
Esquisse de l'Eglise de la Nativité de Sainte-Anne avant 1845 -Façade Sud
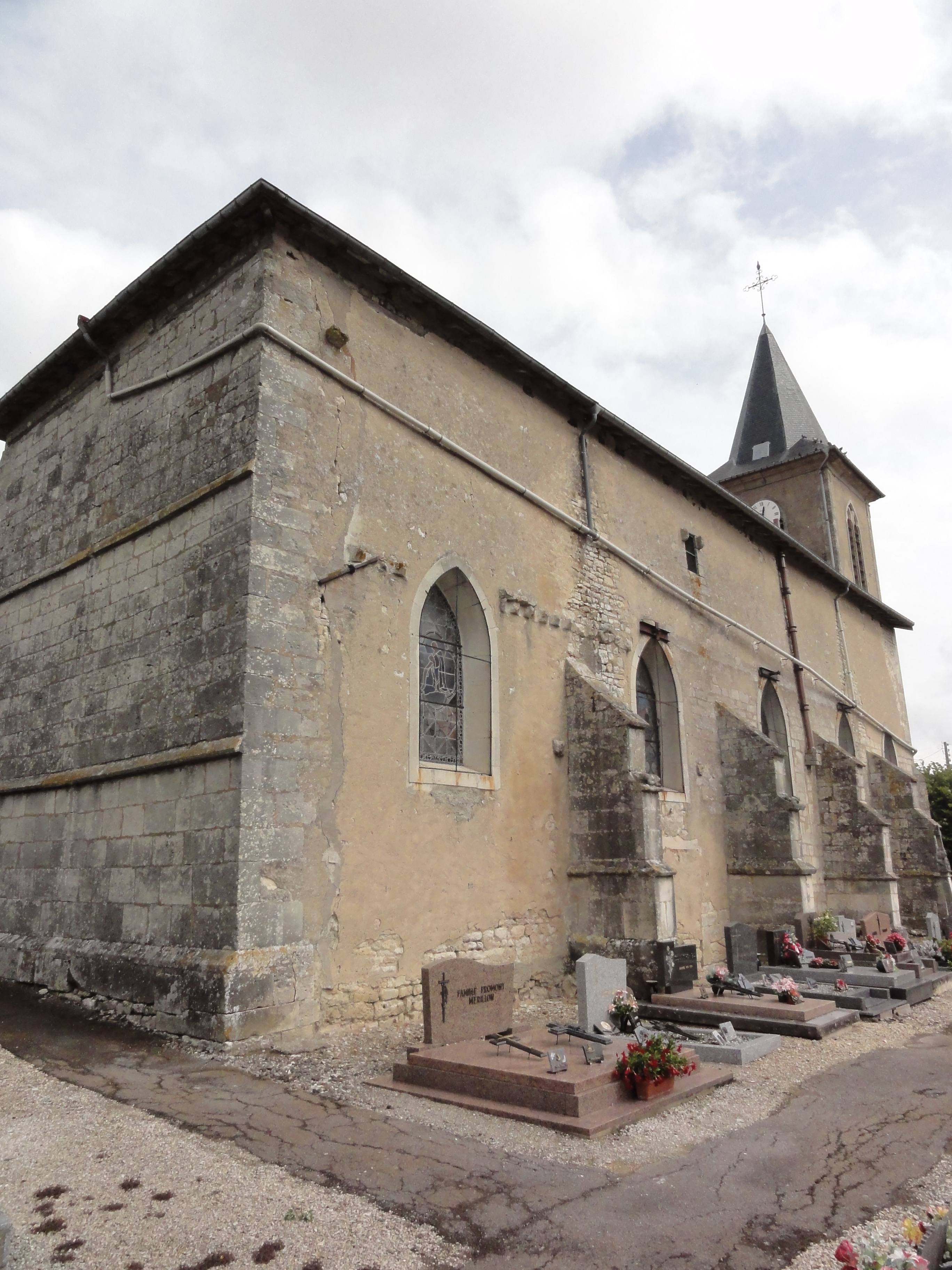
Église de la Nativité-de-la-Sainte-Vierge.
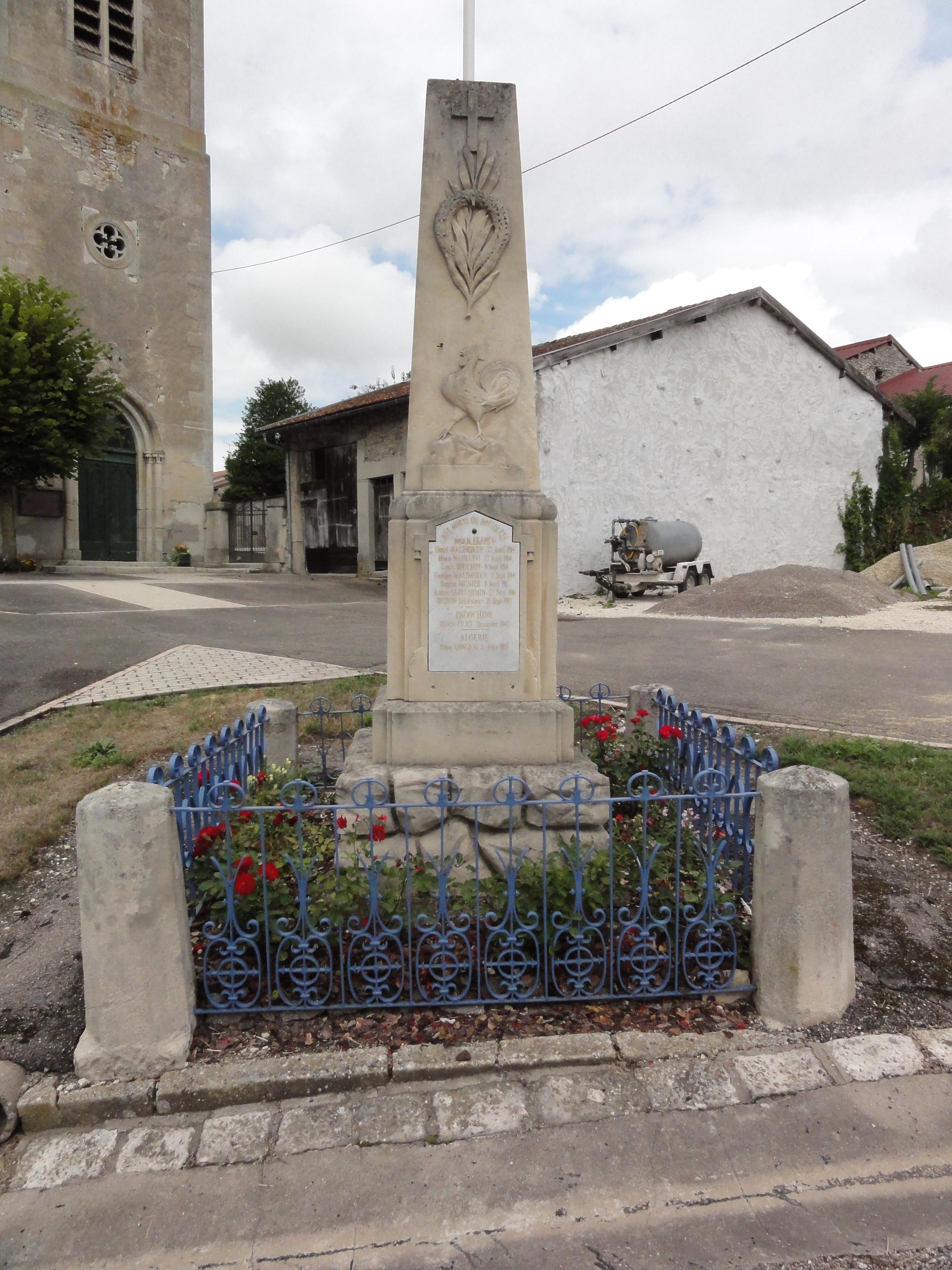
Monument aux morts.
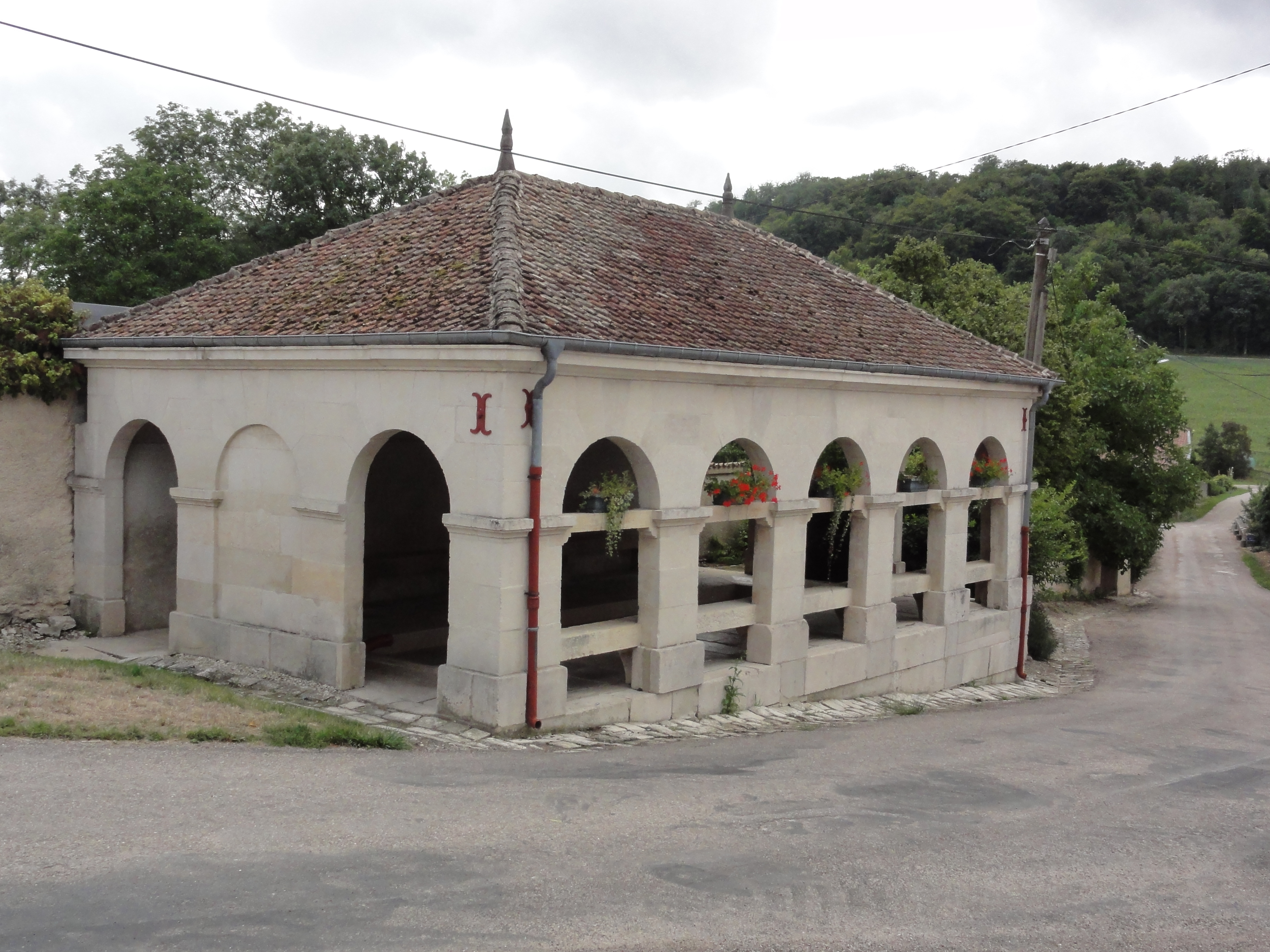
Lavoir.
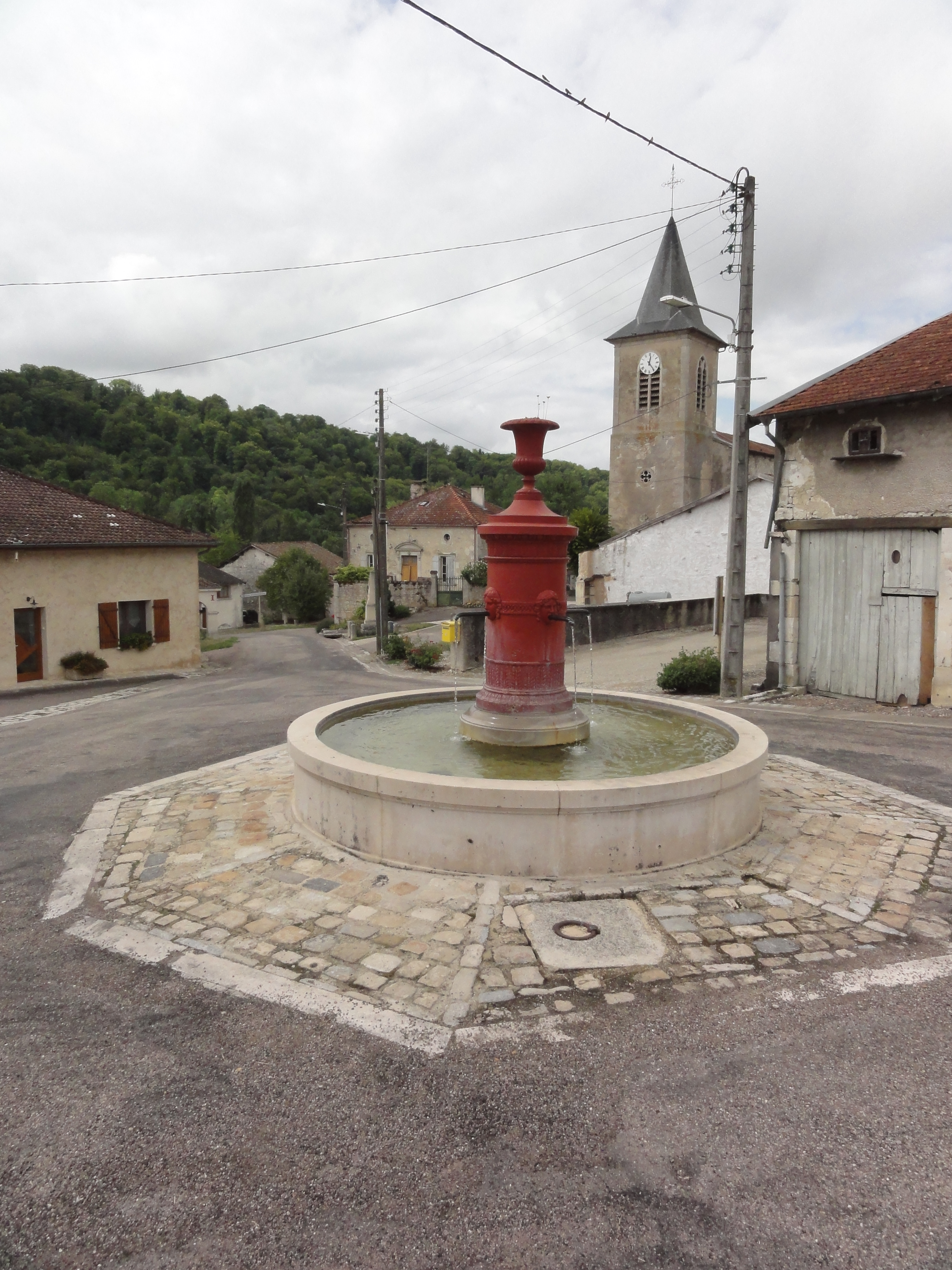
Fontaine centre-bourg.
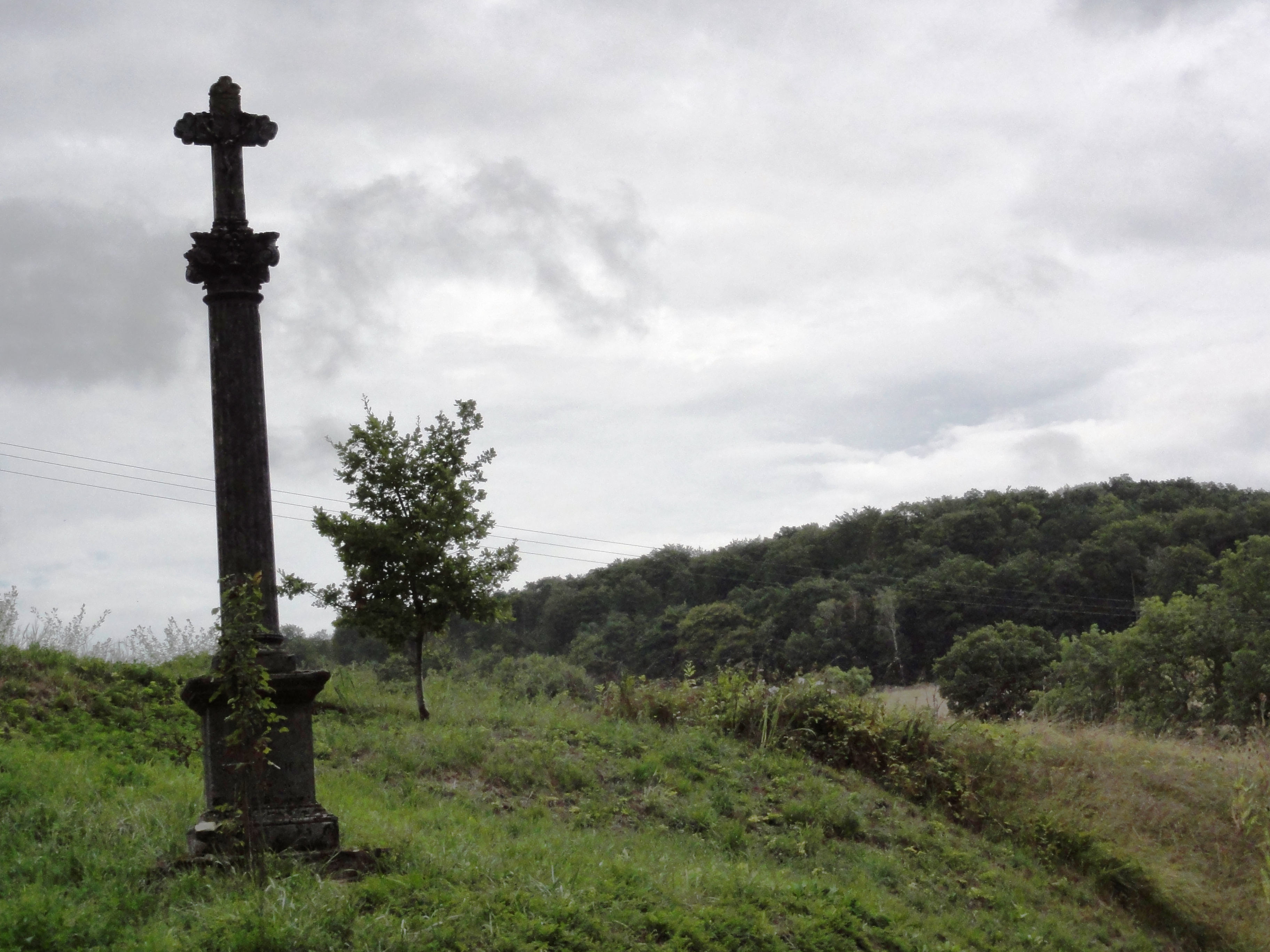
Croix de chemin.

### Personnalités liées à la commune
- Claude François Mangin, né le 14 juin 1784 à Boviolles. Maréchal des Logis au 13e Régiment de Dragons. Engagé dans les campagnes d'Autriche en 1805 et 1809, de Naples en 1806, de Russie en 1812, de Saxe en 1813 et de France en 1814. Chevalier de l'Ordre Royal de la Légion d'Honneur le 14 mai 1819 (Brevet 35439).

### Héraldique
| Blason de Boviolles | Blason  | Coupé d'or au triangle isocèle de gueules chargé de deux poignards romains d'argent ornés d'or mis en sautoir ; et de gueules aux deux fleurs de lys de jardin d'argent soutenues par une rencontre de bœuf d'or. Ornements extérieursÉcu timbré d'une couronne palissée d'or, de 9 pièces, celle du milieu plus grande ornée d'une hure de sanglier de sable. Soutien de l'écu, 2 sphinx d'or accroupis, affrontés, chacun pattes levées. Devise toponymique : BOVIOLLES en lettres d'or sur un listel de sinople au revers de gueules. |
| Blason de Boviolles | Détails | - L'or, les gueules (rouge) et l'argent soulignent que la commune est située en Lorraine dont les armes sont composées de ces émaux. - La rencontre de bœuf constitue une arme parlante pour le toponyme Boviolles. Selon une autre version, Boviolles serait dérivé de l'ancien bove (grotte), ici une petite grotte. - Les pieux de la couronne et les poignards romains évoquent les éléments défensifs de l'oppidum gallo-romain du mont Châtel protégeant la cité antique de Nasium dont les frontons des temples sont symbolisés par le triangle. - La hure de sanglier est celle des Leuques (celtes gaulois). - Les fleurs de lys sont celles de Marie, mère de Jésus en sa nativité à laquelle est vouée l'église fortifiée qui servait jadis de refuge aux habitants. Les lys en représentant la nativité de Marie évoquent également Sainte Anne, sa mère, particulièrement invoquée à Boviolles. - Les 2 sphinx accroupis, dont les fragments d'une statue découverts sur le site de Boviolles, témoignent de la richesse culturelle de ce quartier de Nasium. Armoiries composées par Robert Louis, membre de la commission héraldique de l'UCGL (Union des Cercles Généalogiques de Lorraine) et adoptées par délibération du Conseil Municipal le 30 août 2014. |